# Вурман-Сюктерское сельское поселение
Вурма́н-Сюкте́рское се́льское поселе́ние (чув. Вăрман Çĕктер ял тăрăхĕ) — муниципальное образование в Чебоксарском районе Чувашии Российской Федерации.
Административный центр — село Хыркасы.

## География
Объединяет 16 населенных пунктов, расположенных вдоль Волги и магистральной автодороги «Волга» (М-7). Центр административной территории — село Хыркасы, находящееся у развилки трассы на Чебоксары и Казань. Северная граница поселения проходит по фарватеру р. Волга
Площадь поселения 30 948 га.

## История
До образования района входила в Сундырскую волость Козьмодемьянского уезда, с 1920 года — в составе Чебоксарского уезда. 1 октября 1927 года, как Вурманкас-Сюктерский сельский Совет, входил в состав Чебоксарского района. В 1935—1959 гг. был в составе Ишлейского района,
Статус и границы сельского поселения установлены Законом Чувашской Республики от 24 ноября 2004 года № 37 «Об установлении границ муниципальных образований Чувашской Республики и наделении их статусом городского, сельского поселения, муниципального района и городского округа».

## Население
| 2010  | 2012  | 2013  | 2014  | 2015  | 2016  | 2017  |
| ----- | ----- | ----- | ----- | ----- | ----- | ----- |
| 4716  | ↗4731 | ↗4732 | ↗4745 | ↘4661 | ↘4570 | ↘4469 |
| 2018  | 2019  | 2020  | 2021  |       |       |       |
| ↘4428 | ↘4388 | ↗4393 | ↘4378 |       |       |       |

## Состав сельского поселения
| №  | Населённый пункт | Тип населённого пункта       | Население |
| -- | ---------------- | ---------------------------- | --------- |
| 1  | Адылъял          | деревня                      | ↗245      |
| 2  | Анат-Киняры      | село                         | ↘198      |
| 3  | Варпоси          | деревня                      | ↗157      |
| 4  | Вурманкасы       | деревня                      | ↘481      |
| 5  | Кибечкасы        | деревня                      | ↗259      |
| 6  | Крикакасы        | деревня                      | ↗148      |
| 7  | Малый Сундырь    | деревня                      | ↘324      |
| 8  | Микши-Энзей      | деревня                      | ↘337      |
| 9  | Ойкасы           | деревня                      | ↗225      |
| 10 | Онгапось         | деревня                      | ↘311      |
| 11 | Питикасы         | деревня                      | ↗171      |
| 12 | Салабайкасы      | деревня                      | ↗181      |
| 13 | Сюктерка         | посёлок                      | ↘710      |
| 14 | Хорнзор          | деревня                      | ↗83       |
| 15 | Хыркасы          | село, административный центр | ↘609      |
| 16 | Шобашкаркасы     | деревня                      | ↗239      |

## Инфраструктура
Санаторий «Волжские Зори», туристический комплекс «Волжанка», санаторно-курортный комплекс «Солнечный берег», База отдыха «Дорожник», База отдыха «Маяк» ЖБК –9, ЗАО «Санаторий Утес", База отдыха РГУП «Чувашавтотранс», База отдыха «Ивушка», База отдыха «Авторемзавод», База отдыха «Родничок», РГУ Реабилитационный Центр для ветеранов и инвалидов «Вега», Санаторий-профилакторий МУП ЧТУ «Березка», Санаторий-профилакторий «Березки», ООО «Агроздравница Санаторий-профилакторий Золотой Колос», Центр здоровья «Чапаевец» ПО им. В. И. Чапаева, ОАО «Чувашсетьгаз» санаторий Волга, Санаторий-профилакторий «Орбита», Агробиологическая станция ЧГПУ, Санаторий профилакторий, детский лагерь «Чайка», База отдыха «Приволжское», Детский лагерь «Салют», магазины, АЗС